# Saison 1971-1972 du MC Alger
 (septembre 2022).
Si vous disposez d'ouvrages ou d'articles de référence ou si vous connaissez des sites web de qualité traitant du thème abordé ici, merci de compléter l'article en donnant les références utiles à sa vérifiabilité et en les liant à la section « Notes et références ».
 (septembre 2022).
- Si vous ne connaissez pas le sujet, laissez ce bandeau (vous pouvez alors contacter les auteurs).
- Si vous supprimez le contenu mis en cause (vous pouvez préalablement contacter les auteurs),

argumentez précisément cette suppression dans la page de discussion
(un manque de référence n'est pas un argument ; une recherche réelle de référence doit avoir été effectuée, être formellement documentée).
Cet article traite la saison 1971-1972 du Mouloudia d'Alger. Les matchs se déroulent essentiellement en Championnat d'Algérie de football 1971-1972, mais aussi en Coupe d'Algérie de football 1971-1972 et la Coupe Maghrebine.

## Premier titre de Champion d'Algérie
La stabilité étant une grande source de force et de succès et la grandeur d'une équipe se définit par ses titres et sacres acquis tout au long de son parcours. Le maintien d'Ali Benfedda, l'homme par qui arrivent les sacres, était une évidence pour lancer le chantier d'une future grande équipe. Cette reconduction donna plus d'assurances aux joueurs qui ont pris conscience de leur énormes potentialités. La saison 1971/72 fut une confirmation de la précédente. Armé d'un esprit de conquérant et assoiffé de titres, le Mouloudia termina sa saison en vrai champion. Lorsqu'on ose fournir aux joueurs tous les moyens adéquats à leur éclosion, le résultat ne peut être que conforme aux aspirations de chacun. Le MCA finit le championnat en tête avec deux points d'avance sur le Grand chabab de Belcourt en ne concédant que 4 défaites tout au long de cet exercice. L'attaque Mouloudéenne inscrivit la bagatelle de 48 buts pour se classer troisième meilleure attaque du championnat alors que le buteur maison, le goléador Tahir Hacène termina meilleur buteur de la saison avec 20 buts.

## Championnat

### Résultats
| Division 1 Journée 1 | MC Alger | 1-2 | JS Kabylie | Bologhine           |
|                      |          |     |            | Arbitrage : Chihani |

| Division 1 Journée 2 | ASM Oran | 1-2 | MC Alger | Stade Bouakeul     |
|                      |          |     |          | Arbitrage : Lahmar |

| Division 1 Journée 3 | MC Alger | 1-1 | MO Constantine | Bologhine         |
|                      |          |     |                | Arbitrage : Toula |

| Division 1 Journée 4 | MC Alger | 4-0 | ES Setif | Bologhine           |
|                      |          |     |          | Arbitrage : Bounaga |

| Division 1 Journée 5 | CR Belcourt | 1-1 | MC Alger | Stade du 20-août-1955 |
|                      |             |     |          | Arbitrage : Lahmar    |

| Division 1 Journée 6 | MC Alger | 5-2 | WA Tlemcen | Bologhine             |
|                      |          |     |            | Arbitrage : Benghezal |

| Division 1 Journée 7 | HAMR Annaba | 1-1 | MC Alger | Stade Chabou     |
|                      |             |     |          | Arbitrage : Kaid |

| Division 1 Journée 8 | MC Alger | 4-0 | RC Kouba | Bologhine             |
|                      |          |     |          | Arbitrage : Khellassi |

| Division 1 Journée 9 | MC Oran | 2-0 | MC Alger | Stade 19 juin         |
|                      |         |     |          | Arbitrage : Benghezal |

| Division 1 Journée 10 | MC Alger | 1-0 | CS Constantine | Bologhine              |
|                       |          |     |                | Arbitrage : Bencheddad |

| Division 1 Journée 11 | USM Alger | 1-3 | MC Alger | Stade Brakni (Blida)  |
|                       |           |     |          | Arbitrage : Benyelles |

| Division 1 Journée 12 | MC Alger | 2-1 | JSM Tiaret | Bologhine         |
|                       |          |     |            | Arbitrage : Bakir |

| Division 1 Journée 13 | NA Hussein Dey | 0-1 | MC Alger | Stade Zioui         |
|                       |                |     |          | Arbitrage : Chihani |

| Division 1 Journée 14 | MC Alger | 2-1 | USM Bel-Abbès | Bologhine             |
|                       |          |     |               | Arbitrage : Khellassi |

| Division 1 Journée 15 | ES Guelma | 1-1 | MC Alger | Guelma                |
|                       |           |     |          | Arbitrage : Benyelles |

| Division 1 Journée 16 | JS Kabylie | 1-1 | MC Alger | Stade Oukil Ramdane |
|                       |            |     |          | Arbitrage : Nebti   |

| Division 1 Journée 17 | MC Alger | 2-1 | ASM Oran | Bologhine           |
|                       |          |     |          | Arbitrage : Meddour |

| Division 1 Journée 18 | MO Constantine | 2-1 | MC Alger | Stade Benabdelmalek |
|                       |                |     |          | Arbitrage : Daho    |

| Division 1 Journée 19 | ES Setif | 1-1 | MC Alger | Stade Mohamed Guessab |
|                       |          |     |          | Arbitrage : Benyelles |

| Division 1 Journée 20 | MC Alger | 1-0 | CR Belcourt | Bologhine          |
|                       |          |     |             | Arbitrage : Saoudi |

| Division 1 Journée 21 | WA Tlemcen | 1-1 | MC Alger | Tlemcen            |
|                       |            |     |          | Arbitrage : Lahmar |

| Division 1 Journée 22 | MC Alger | 2-1 | HAMR Annaba | Bologhine        |
|                       |          |     |             | Arbitrage : Kaid |

| Division 1 Journée 23 | RC Kouba | 3-3 | MC Alger | Stade Benhadded       |
|                       |          |     |          | Arbitrage : Khellassi |

| Division 1 Journée 24 | MC Alger | 1-1 | MC Oran | Bologhine              |
|                       |          |     |         | Arbitrage : Bencheriet |

| Division 1 Journée 25 | MC Alger | 0-0 | CS Constantine | Stade Benabdelmalek |
|                       |          |     |                | Arbitrage : Kaid    |

| Division 1 Journée 26 | MC Alger | 0-1 | USM Alger | Bologhine         |
|                       |          |     |           | Arbitrage : Nabti |

| Division 1 Journée 27 | JSM Tiaret | 1-1 | MC Alger | Tiaret              |
|                       |            |     |          | Arbitrage : Meddour |

| Division 1 Journée 28 | MC Alger | 2-0 | NA Hussein Dey | Bologhine             |
|                       |          |     |                | Arbitrage : Khellassi |

| Division 1 Journée 29 | USM Bel-Abbès | 1-1 | MC Alger | Stade 3 frères Amarouche |
|                       |               |     |          | Arbitrage : Mohandi      |

| Division 1 Journée 30 | MC Alger | 2-0 | ES Guelma | Bologhine           |
|                       |          |     |           | Arbitrage : Benatia |

### Classement
Le parcours du MC Alger en championnat d'Algérie 1971-1972 est :
| Place | Club           | Points | Joué | Victoire | Nul | Défaite | Buts pour | Buts contre | D i f f |
| ----- | -------------- | ------ | ---- | -------- | --- | ------- | --------- | ----------- | ------- |
| 1er   | MC Alger       | 70     | 30   | 14       | 12  | 4       | 48        | 28          | +20     |
| 2e    | CR Belcourt    | 68     | 30   | 15       | 8   | 7       | 57        | 30          | +27     |
| 3e    | MO Constantine | 68     | 30   | 14       | 10  | 6       | 46        | 32          | +14     |
| 4e    | MC Oran        | 67     | 30   | 12       | 13  | 5       | 36        | 29          | +7      |
| 5e    | ES Sétif       | 61     | 30   | 11       | 9   | 10      | 36        | 37          | -1      |
| 6e    | RC Kouba       | 60     | 30   | 11       | 8   | 11      | 51        | 39          | +12     |
| 7e    | ASM Oran       | 60     | 30   | 11       | 8   | 11      | 37        | 37          | -       |
| 8e    | NA Hussein Dey | 59     | 30   | 11       | 7   | 12      | 31        | 20          | +11     |
| 9e    | JS Kabylie     | 59     | 30   | 10       | 9   | 11      | 38        | 42          | -4      |
| 10e   | JSM Tiaret     | 59     | 30   | 10       | 9   | 11      | 34        | 44          | -10     |
| 11e   | HAMR Annaba    | 59     | 30   | 7        | 15  | 8       | 25        | 32          | -7      |
| 12e   | CS Constantine | 58     | 30   | 10       | 8   | 12      | 26        | 31          | -5      |
| 13e   | USM Bel-Abbès  | 57     | 30   | 6        | 15  | 9       | 24        | 30          | -6      |
| 14e   | WA Tlemcen     | 57     | 30   | 8        | 11  | 11      | 39        | 51          | -12     |
| 15e   | USM Alger      | 55     | 30   | 9        | 7   | 14      | 38        | 47          | -11     |
| 16e   | ES Guelma      | 43     | 30   | 3        | 7   | 20      | 25        | 63          | -43     |

## Coupe d'Algérie
| Coupe d'Algérie 1/16e de finale | MC Alger | 3-0 | RC Oran | Tiaret                |
|                                 |          |     |         | Arbitrage : Khellassi |

| Coupe d'Algérie 1/8e de finale | MC Alger | 2-0 | WA Tlemcen | Stade du 19 juin (Oran) |
|                                |          |     |            | Arbitrage : Benghezal   |

| Coupe d'Algérie 1/4 de finale | CR Belcourt | 1-3 | MC Alger | Stade du 20-août-1955 |
|                               |             |     |          | Arbitrage : Ziani     |

| Coupe d'Algérie 1/2 finale | MC Alger | 1-2 | HAMR Annaba | Stade Benabdelmalek (Constantine) |
|                            |          |     |             | Arbitrage : Benyelles             |

## Coupe de l'Union Maghrébine
| Coupe Maghrebine 1/2 finale | MC Alger | 1-2 | Chabab Mohammédia | Stade Mohamed V, Casablanca |  |
|                             |          |     |                   |                             |  |

| Coupe Maghrebine Match pour la 3e place | MC Alger | 3-0 | HAMR Annaba | Stade Mohamed V, Casablanca |  |
|                                         |          |     |             |                             |  |